# Радіобіологія
Радіобіоло́гія — наука, що вивчає дію іонізуючого випромінювання на біологічні системи усіх рівнів організації: рослини, тварини та людину. Радіобіологія опрацьовує також заходи захисту організмів від шкідливого діяння випромінювань та методику застосування певних доз іонізуючого випромінювання у селекції рослин, мікробіології, медицині тощо.
Застосування радіоактивних препаратів для лікування називається радіо- або кюрітерапією.
Залежно від об'єкта вивчення виділяють окремі її напрямки: радіобіологія людини та тварин, рослин, мікроорганізмів, гідробіонтів та інші.
Крім того, об'єктами вивчення радіобіології можуть бути макромолекули, «малі молекули» окремі структури клітини, самі клітини, тканини, органи, організми та їх популяції, екосистеми, окремі процеси метаболізму і самі метаболіти. Тому виділяють і такі напрямки радіобіології як молекулярна радіобіологія, радіаційна цитологія, радіаційна біохімія, радіаційна біофізика та інші. Дослідження концентрації й міграції в довкіллі природних і штучних радіоактивних речовин, специфіки їх дії на екологічні системи, угруповання, біоценози, вивчення закономірностей переходу радіонуклідів з одного природного компартменту в інший, визначення кількісних закономірностей переносу радіонуклідів у системі земля — вода — рослина — тварина — людина становлять коло питань, що розв'язує окрема галузь радіобіології — радіаційна екологія.
Головним завданням радіобіології є вивчення загальних закономірностей біологічної дії іонізуючих випромінювань на організм з метою оволодіння управлінням його реакціями на опромінення.
Практичне значення наукових проблем, що вивчає радіобіологія, полягає в захисті від дії іонізуючих випромінювань, а також розробленні шляхів використання іонізуючих випромінювань в медицині, сільському господарстві, харчопереробній промисловості та інших сферах народного господарства.

## Напрямки досліджень
Основні напрямки досліджень:
- 1. Теоретичні основи дії іонізуючих та неіонізуючих випромінювань на живі організми.
- 2. Методи радіобіологічного експерименту і апаратура в радіаційній біології.
- 3. Радіаційна біофізика.
- 4. Дія іонізуючих та неіонізуючих випромінювань на молекулярному та клітинному рівнях організації живого.
- 5. Радіобіологія організму.
  - Загальні проблеми радіаційного ураження організму.
  - Радіобіологія ссавців, інших тварин.
  - Радіобіологія рослин.
  - Методи і засоби захисту від радіаційних уражень. Радіопротектори.
- 6. Радіоекологія.
  - Особливості дії іонізуючих та неіонізуючих випромінювань на угруповання живих організмів.
  - Міграція радіонуклідів у природних і штучних біогеоценозах.
- 7. Радіаційна гігієна.
  - Загальні проблеми радіаційної гігієни.
  - Методи радіаційно-гігієнічних досліджень, оцінки радіаційного ризику.
  - Радіаційно-гігієнічні моделі.
  - Професійний вплив радіаційних факторів і захист від них.
  - Радіаційні фактори в комунальній гігієні.
  - Післядія радіаційних аварій, ядерних вибухів; розроблення засобів зменшення негативного впливу опромінення на живі організми. Регламентація радіаційної дії.
- 8. Біомедичне використання джерел іонізуючих та неіонізуючих випромінювань.
- 9. Дозиметрія і радіометрія в біології та медицині. Біологічна й екологічна дозиметрія. Радіаційний моніторинг.
- 10. Радіаційні методи і засоби досліджень у біології та медицині.
- 11. Одержання і використання радіофармацевтичних препаратів[en].
- 12. Прикладна радіобіологія.
  - Використання іонізуючих та неіонізуючих випромінювань у сільському господарстві.
  - Використання іонізуючих та неіонізуючих випромінювань в харчопереробній промисловості.
  - Радіаційна стерилізація.

## Історія розвитку радіобіології в Україні
Вперше в Україні застосував радій з лікувальною метою Г. Ченч у Харкові (1916). З лікувальних установ радіотерапію вперше (1924) застосував Харківський, згодом Київський і Одеський рентгенологічні інститути; тепер її застосовують у понад 30 містах.
Українські радіобіологи: О. Кронтовський, О. Городецький, П. Бережанський, М. Магат, Р. Кавецький, Б. Киричинський, М. Зайко, С. Нікітін, М. Липкан, С. Покровський, Д. Гродзинський, К. Логановський; радіотерапевти: І. Шевченко, О. Шраменко, Г. Перевертун, Я. Порховник, Д. Дубовий, М. Бідзіля. Наукові питання радіобіології та радіотерапії досліджують в установах НАНУ, НАМНУ, рентгенологічних інститутах України тощо.